# アルファルファ (渡辺美奈代のアルバム)
『アルファルファ』は、渡辺美奈代の1枚目のオリジナル・アルバム。1986年11月29日発売。発売元はCBS・ソニー。

## 解説
アルファルファは牧草の一種。アルバム売上唯一の5万枚を突破、最大セールスを記録した（8.9万枚）。

## 収録曲
全作曲・編曲:後藤次利　作詞: 秋元康（特記以外）
1. ピンクのパラダイス（4:10）
  - 作詞:川村真澄
2. 南の島の伝説（4:33）
  - 作詞:川村真澄
3. 3√嘘（4:26）
4. アンブレラひとりぼっち（4:48）
  - 作詞:蓮田ひろか
5. 瞳に約束（4:16）
6. 舌たらずだけれど（3:55）
7. うさぎの耳（3:49）
8. 少しおませな恋（4:01）
9. 雪の帰り道（3:55）
10. リルケの栞（4:14）